# Mount Cole
Mount Cole är ett berg i Antarktis. Det ligger i Västantarktis. Nya Zeeland gör anspråk på området. Toppen på Mount Cole är 1 700 meter över havet, eller 275 meter över den omgivande terrängen. Bredden vid basen är 0,99 km.
Terrängen runt Mount Cole är varierad. Trakten är obefolkad. Det finns inga samhällen i närheten.